# Francesco Mazzariol
Francesco Mazzariol (Treviso, 1º marzo 1975) è un ex rugbista a 15, allenatore di rugby a 15 e dirigente sportivo italiano, in carriera attivo nel ruolo di mediano d'apertura, dirigente federale con il ruolo di coordinatore tecnico regionale in Veneto.

## Biografia
Apertura, cresciuto a Treviso dove iniziò sia a praticare rugby giovanile che professionistico, esordì con la squadra cittadina nel 1995.
Con il club biancoverde rimase nove stagioni e ad esso legò gran parte dei suoi successi, anche internazionali.
Convocato in nazionale dall'allora C.T. Georges Coste, prese parte alla sua prima Coppa del Mondo nel 1995 in Sudafrica; nel biennio 1995-97 fu parte della squadra che si aggiudicò la Coppa FIRA battendo per la prima volta la Francia nella finale di Grenoble.
Il successore di Coste, Mascioletti, convocò Mazzariol per la Coppa del Mondo 1999 in Regno Unito; successivamente, sotto la gestione Johnstone, il giocatore prese parte al sei Nazioni e, nell'era Kirwan, anche alla Coppa del Mondo 2003 in Australia.
Lasciato il Benetton nel 2003 dopo cinque scudetti e una Coppa Italia, Mazzariol si trasferì al GRAN Parma e, dopo soli due anni, nell'altra squadra ducale, il Parma, con la quale vinse due ulteriori Coppe Italia (2006 e 2008) e una Supercoppa (2008).
Terminata l'attività agonistica, assunse nel 2008 la conduzione dello stesso Parma in coppia con Andrea Sgorlon e, l'anno seguente, con la fusione delle squadre di Parma e Noceto nei Crociati Mazzariol divenne allenatore dell'U-20 del nuovo club, aggiudicandosi al primo anno lo scudetto di categoria.
Nel 2011 assunse la guida tecnica della prima squadra dei Crociati in coppia con il giocatore-allenatore Roberto Mandelli, conducendo la squadra alla salvezza nel campionato d'Eccellenza.
Dal 2012 al 2016 si è alternato tra la conduzione tecnica delle squadre delle accademie federali di Parma e Treviso e, come intermezzo, al Mogliano nel 2013-15, dalla cui guida tecnica si dimise tuttavia a marzo 2014.
Tra il 2016 e il 2021, infine, ha allenato la prima squadra del Villorba.
Dal 2021 lavora nel comitato regionale tecnico veneto della Federazione Italiana Rugby.

## Palmarès
- Coppa FIRA : 1
Italia: 1995-97
- Campionati italiani: 5
Benetton Treviso: 1996-97, 1997-98, 1998-99, 2000-01, 2002-03
- Coppe Italia: 4
Benetton Treviso: 1997-98
Parma: 2005-06, 2007-08, 2008-09
- Supercoppe d'Italia: 1
Parma: 2008